# Enzootia

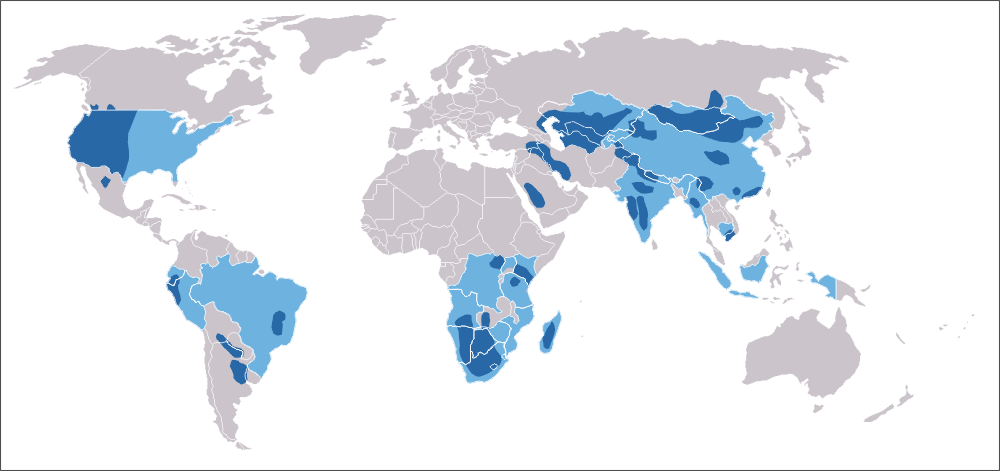
La peste en el mundo (1970-1998). En azul oscuro, focos enzoóticos. En azul claro, los casos humanos notificados de peste.

Se conoce como enzootia a las enfermedades infecciosas que afectan de forma continuada a una población animal durante periodos de tiempo prolongados en un área geográfica limitada, es un término equivalente en medicina humana al de endemia.
El concepto de enzootia es diferente al de epizootia, esta última es una enfermedad contagiosa que ataca a un número elevado e inusual de animales al mismo tiempo y lugar y se propaga con rapidez, es un concepto equivalente al de epidemia animal.